# Pave Stefan 3.
Stefan 3. (ca. 720 - 1. februar 772) var pave fra 7. august 768 til sin død i 772.
Han blev født på Sicilien omkring 720 som søn af Olivus. Han kom til Rom under Pave Gregor 3., og blev placeret i klostret San Crisogono, hvor han blev benediktinermunk. Under Pave Zacharias blev han ordineret præst, hvorefter paven besluttede at lade ham arbejde i Lateranpaladset. Stefan streg gradvist til højere poster i takt med nye paver, og var ved Pave Paul 1.'s side ved hans død i 767.